# Rotheca
Rotheca là một chi thực vật có hoa trong họ Hoa môi (Lamiaceae).

## Loài
Chi Rotheca gồm các loài:
- Rotheca alata (Gürke) Verdc.
- Rotheca amplifolia (S.Moore) R.Fern.
- Rotheca aurantiaca (Baker) R.Fern.
- Rotheca bukobensis (Gürke) Verdc.
- Rotheca caerulea (N.E.Br.) P.P.J.Herman & Retief
- Rotheca calundensis (R.Fern.) R.Fern.
- Rotheca commiphoroides (Verdc.) Steane & Mabb.
- Rotheca cuneiformis (Moldenke) P.P.J.Herman & Retief
- Rotheca cyanea (R.Fern.) R.Fern.
- Rotheca farinosa (Roxb.) Govaerts
- Rotheca hirsuta (Hochst.) R.Fern.
- Rotheca incisa (Klotzsch) Steane & Mabb.
- Rotheca kissakensis (Gürke) Verdc.
- Rotheca louwalbertsii (P.P.J.Herman) P.P.J.Herman & Retief
- Rotheca luembensis (De Wild.) R.Fern.
- Rotheca makanjana (H.J.P.Winkl.) Steane & Mabb.
- Rotheca mendesii (R.Fern.) R.Fern.
- Rotheca myricoides (Hochst.) Steane & Mabb. (syn. Clerodendrum ugandense Prain) – Butterfly Bush
- Rotheca pilosa (H.Pearson) P.P.J.Herman & Retief
- Rotheca prittwitzii (B.Thomas) Verdc.
- Rotheca quadrangulata (B.Thomas) R.Fern.
- Rotheca reflexa (H.Pearson) R.Fern.
- Rotheca rupicola (Verdc.) Verdc.
- Rotheca sansibarensis (Gürke) Steane & Mabb.
- Rotheca serrata (L.) Steane & Mabb.
- Rotheca suffruticosa (Gürke) Verdc.
- Rotheca taborensis (Verdc.) Verdc.
- Rotheca tanneri (Verdc.) Verdc.
- Rotheca teaguei (Hutch.) R.Fern.
- Rotheca vanprukii (Craib) Leerat. & Chantar.
- Rotheca verdcourtii (R.Fern.) R.Fern.
- Rotheca violacea (Gürke) Verdc.
- Rotheca wildii (Moldenke) R.Fern.

## Hình ảnh

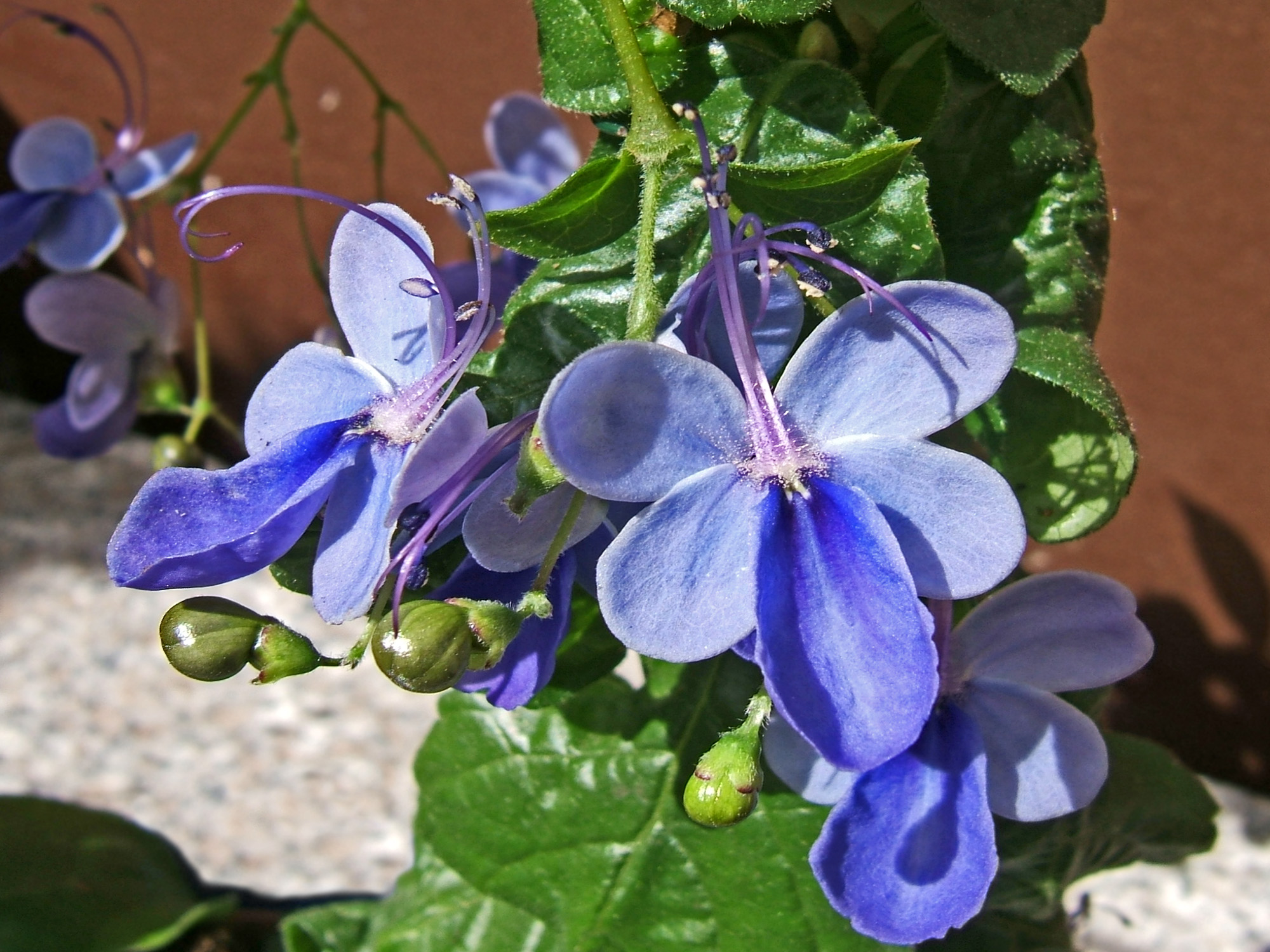